# Wolfgang Alexander Thomas-San-Galli
Wolfgang Alexander Thomas-San-Galli   (Badenweiler, 18 de setembre de 1874 - Baden-Baden, 17 de juny de 1918) va ser un musicòleg alemany, crític de música, violista i escriptor musical.
Thomas-San-Galli va néixer a Badenweiler era el fill gran del metge Hermann Julius Thomas i la seva dona Jacobine née Simons. El 1898 es va doctorar en dret per la Universitat de Friburg i es va casar amb la pianista i acompanyant de concerts Helene nascuda Bertoldy (1861–1938) de Sant Petersburg.
Ja havia gaudit de lliçons de violí de petit i va estudiar violí i viola amb un alumne de Hans Sitt. De 1899 a 1903 va dirigir la "Hochschule für Musik Freiburg" i va fundar allà la "Süddeutsche Streichquartett", a la qual va pertànyer com a violista fins al 1908. Aquell mateix any, es va traslladar a Colònia, on es va convertir en editor i escriptor de la "Rheinische Musik- und Theaterzeitung".
Thomas-San-Galli va participar com a soldat a la Primera Guerra Mundial. Va morir el 1918 a Baden-Baden als 43 anys per les conseqüències de les seves ferides de guerra.

## Publicacions
- Ein Beitrag zur Lehre von der Idealkonkurrenz. Speyer & Kärner, Freiburg 1898. (Disertació)
- Johannes Brahms. Eine musikpsychologische Studie in Fünf Variationen.[3] Heitz und Mündel, Strassburg 1905
- Aufgaben des Musikschriftstellers. A Musikalisches Wochenblatt, any 40, núm. 38 data 16 de desembre de 1909, pàg. 545 f. (Llegiu en línia)
- Briefe. Mit einem Bilde Beethovens i einem Faksimile.[4] Hendel, Halle 1910
- Beethoven und die Unsterbliche Geliebte: Amalie Sebald, Goethe, Teréz Brunszvik und anderes,

 Múnic 1910
- Ludwig van Beethoven. Piper, Múnic 1913
- La Mona Lisa. Eine Novellen-Suite, op. 12.[6] Costenoble, Jena 1913
- Beethovens Briefe un geliebte Frauen.[7] Xenien-Verlag, Leipzig 1913
- Assaigs de Musikalische.[8] Chopins de Mazurka. Hendel, Halle 1913
- Musik und Kultur. Betrachtungen und Gespräche for Laien, Musikfreunde i Künstler.[9] amb un pròleg i la imatge de l'autor. Hendel, Halle 1913
- Goethe Die Pyramide seines Daseins.[10] Hertz, Múnic 1914
- Diplomats vor!.[11] Hertz, Múnic 1915